# MarineTraffic
MarineTraffic startede som et åbent community-baseret projekt, der gav real-time information om transport af skibe og den aktuelle placering af skibe, på havet og i havne. MarineTraffic indeholder en database med oplysninger om fartøjer med for eksempel oplysninger om det sted, hvor de blev bygget, dimensioner, bruttotonnage og IMO-nummer. Brugere kan indsende billeder af de skibe, som andre brugere kan rate.
Den grundlæggende MarineTraffic tjeneste kan anvendes gratis, mens mere avancerede funktioner er til rådighed mod betaling.
Sitet har seks millioner unikke besøgende på månedlig basis. I april 2015 var der 600.000 registrerede brugere.

## Historie
MarineTraffic er udtænkt af Dimitris Lekkas, en selverklærede radio-entusiast, computer-nørd og skib "spotter", som var inspireret til at skabe den platform i 2006, da han blev opmærksom på AIS.

### Overtagelse
I februar 2023 blev MarineTraffic og det tilsvarende websted Fleetmon købt for et ikke-offentliggjort beløb af det belgiske analyse-firma Kpler, der sælger data- og analyse-tjenester til bl.a. det maritime område. Overtagelsen var afsluttet marts 2023.